# فوتبال در مجارستان
فوتبال پرطرفدارترین ورزش در مجارستان است. فدراسیون فوتبال مجارستان بالاترین هیئت فوتبال حرفه‌ای در مجارستان است و در سال ۱۹۰۱ تأسیس شد. تیم ملی مجارستان در تورنومنت‌های بین‌المللی بسیاری از جمله اولین تورنومنت فوتبال در بازی‌های المپیک (۱۹۱۲ استکهلم)، نه جام جهانی و دو قهرمانی اروپا بازی کرده‌است.